# Daniel Kinyua Wanjiru
 Daniel Kinyua Wanjiru (sinh ngày 26 tháng 5 năm 1992) là một vận động viên chạy đường dài người Kenya đã giành được chiến thắng tại Marathon London 2017 với thời gian 2:05:48.

## Nghề nghiệp
Năm 2016 Wanjiru giành chiến thắng tại Amarant Marathon với thời gian kỷ lục. Thành tích tốt nhất của anh  là 2:05:21 giờ. Anh đã hai lần vô địch Prague Half Marathon (2015 và 2016).
Anh không liên quan gì đến vận động viên marathon quá cố Sammy Wanjiru.

## Thành tích
| Năm            | Giải đấu             | Địa điểm             | Thứ hạng       | Nội dung       | Chú thích      |
| Đại diện Kenya | Đại diện Kenya       | Đại diện Kenya       | Đại diện Kenya | Đại diện Kenya | Đại diện Kenya |
| -------------- | -------------------- | -------------------- | -------------- | -------------- | -------------- |
| 2017           | 2017 London Marathon | London, Anh quốc     | Thứ 1          | Marathon       | 2:05:48        |
| 2016           | Amsterdam Marathon   | Amsterdam, Hà Lan    | Thứ 1          | Marathon       | 2:05:21        |
| 2016           | Prague Half Marathon | Prague, Cộng hòa Séc | Thứ 1          | Bán marathon   | 59:20          |
| 2015           | Prague Half Marathon | Prague, Cộng hòa Séc | Thứ 1          | Bán marathon   | 59:51          |